# Ficinia latifolia
Ficinia latifolia är en halvgräsart som beskrevs av T.H.Arnold och Gordon-gray. Ficinia latifolia ingår i släktet Ficinia och familjen halvgräs. Inga underarter finns listade i Catalogue of Life.